# Friedrich Bachmann (Jurist)
Friedrich Bachmann (* 29. Juni 1884 in Niederurff; † 14. März 1961 in Kassel) war von 1932 bis 1942 ein preußischer Regierungspräsident und von 1946 bis 1959 Landrat des hessischen Kreises Biedenkopf.

## Leben und Beruf
Nach dem Besuch der Dorfschule und des Friedrichs-Gymnasiums in Kassel folgten sechs Semester juristisches Studium in Marburg und Halle. In Marburg trat er 1903 der Burschenschaft Arminia Marburg bei, 1928 der Frankfurt-Leipziger Burschenschaft Arminia und 1953 der Burschenschaft Brunsviga Göttingen.  Nach bestandenem Staatsexamen, anschließender Referendarzeit und Kriegsdienst trat Bachmann 1919 als Regierungsrat in das preußische Finanzministerium ein. Dort wurde er 1927 zum Ministerialdirigenten und stellvertretenden Bevollmächtigten Preußens im Reichsrat ernannt.
Im Zuge der Absetzung der preußischen Staatsregierung Braun-Severing (Preußenschlag) wurde er im Oktober 1932 durch die Regierung Papen zum Regierungspräsidenten in Erfurt ernannt. Zum 1. Mai 1933 trat er der NSDAP bei (Mitgliedsnummer 3.067.282). 1935 wurde er in gleicher Funktion nach Schneidemühl (Grenzmark Posen-Westpreußen) und 1939 ins schlesische Liegnitz versetzt. 1942 wurde er in den Ruhestand versetzt. 1944 wurde er im Zusammenhang mit dem Juli-Attentat auf Hitler vorübergehend verhaftet. 1946 bis 1959 amtierte er als Landrat im hessischen Kreis Biedenkopf. Von 1948 bis 1955 war er Präsident des Hessischen Landkreistages. 1957 wurde ihm die Freiherr vom Stein-Plakette im Namen der Hessischen Landesregierung verliehen.
Er war Mitglied des Nationalsozialistischen Rechtswahrerbundes.

## Militärzeit, Kriegsauszeichnungen
1906/1907 Einj.-Freiw.; Hauptmann der Reserve des I. Oberelsäss. Inf.-Regts. 167; als aktiver höherer Intendanturbeamter Feldintendant 33. Inf.-Div., 37. Inf.-Div., 223. Inf.-Div., 54. Inf.-Div.; Großes Hauptquartier (Generalintendant des Feldheeres); Leiter der Zentralstelle für Neu-Organisation der Heeresverwaltung. E.K. I. und II.; Rote Kreuz-Medaille III. Kl.; Sächs. Albrechts-Orden I. Kl. mit Schwertern. Er war Träger des Großen Verdienstkreuzes der Bundesrepublik Deutschland.
Bachmann war Ehrenvorsitzender des Vereins alter Arminen zu Marburg.